# Чжоу Дунъюй
Чжоу Дунъюй (кит. упр. 周冬雨, пиньинь Zhōu Dōngyǔ) — китайская актриса, которая получила признание после роли в фильме Чжана Имоу, «Под ветвями боярышника»
Чжоу заняла 71-е место в списке Forbes China Celebrity 100 в 2017 году, 7-е место в 2019 году, 3-е место в 2020 году.

## Ранняя жизнь
Чжоу родилась в Шицзячжуане, провинция Хэбэй, в обычной семье. Когда она была в третьем классе начальной школы, её отец погиб в автокатастрофе, и позже её мать женилась повторно. В детстве она занималась гимнастикой, а в возрасте 12 лет присоединилась к гимнастической команде города.

## Карьера

### 2010—2015: Рост популярности
В 2010 году Чжоу была выбрана Чжаном Имоу для роли в его фильме «Под ветвями боярышника». Несмотря на отсутствие актёрского опыта до начала съёмок. Она стала известной благодаря появлению в фильме и получила несколько наград, включая премию «Лучшая актриса» на 56-м Международном кинофестивале в Вальядолиде, «Выдающаяся новая актриса» на 14-й премии «Хуабяо» и «Лучшая новая исполнительница» на 20-й премии кинокритиков Шанхая.
В 2011 году она снялась в романтическом фильме Барбары Вонг «Очарование слез» и также появилась в военном фильме «Путь просвещения», сыграв Ян Кайхуэй, жену Мао Цзэдуна.
В 2015 году она снялась в фильме «Невыносимо беспечный детектив Фань» с Этаном Жуанем.

## Личная жизнь
Она — выпускница Пекинской киноакадемии.
В 2010 году на Гавайском международном кинофестивале, она извинилась на китайском языке, из-за того что не говорит по-английски. В 2019 году на 72-й Каннском международном кинофестивале она говорила на английском.
В марте 2021 года Чжоу расторгла контракт с Burberry в качестве посла бренда после того, как компания объявила о прекращении закупок хлопка из СУАР на фоне обвинений Госдепартамента США в принудительном труде, нарушениях прав человека и преследовании уйгуров в Китае. Ее действиям подражали другие китайские знаменитости.

## Фильмография
Фильмы
| Год  | Русское название                   | Китайское название     | Роль                            |
| ---- | ---------------------------------- | ---------------------- | ------------------------------- |
| 2010 | Под ветвями боярышника             | 山楂树之恋             | Цзин Цю                         |
| 2011 | The Road of Exploring              | 湘江北去               | Ян Кайхуэй                      |
| 2011 | Очарование слез                    | 倾城之泪               | Гэй Ли Мэй                      |
| 2013 | Дворец                             | 宫锁沉香               | Чэнь Сян                        |
| 2014 | Моя бывшая одноклассница           | 同桌的妳               | Чжоу Сяочжи                     |
| 2014 | Друзья по несчастью                | 心花路放               | Чжоу Лицзюань                   |
| 2015 | Невыносимо беспечный детектив Фань | 暴走神探               | Хуэй Лань                       |
| 2015 | Дуга господина Чоу                 | 少年班                 | Чжоу Лань                       |
| 2016 | Все в порядке                      | 一切都好               | Девушка останавливающая автобус |
| 2016 | С Новым годом                      | 过年好                 | Доа Яцзы                        |
| 2016 | В мире, где сердце кричит о любви  | 奔爱                   | Бай Цецзы                       |
| 2016 | Затерянные в снегах                | 冰河追凶               | Чжоу Синьи                      |
| 2016 | Никогда не говори "Прощай"         | 謊言西西里             | Гу Сяою                         |
| 2016 | Родственная душа                   | 七月与安生             | Ли Аньшен                       |
| 2017 | Роман на острие щипчиков           | 指甲刀人魔             | Эмили                           |
| 2017 | Этого я не ожидал                  | 喜欢你                 | Гу Шеннань                      |
| 2017 | Основание армии                    | 建军大业               | Фань Гуэйся                     |
| 2017 | Город рока                         | 缝纫机乐队             | Лили                            |
| 2017 | Тысяча лиц Дуньцзя                 | 奇门遁甲               | Сяо Юань                        |
| 2018 | Какими мы будем                    | 后来的我们             | Сяо Сяо                         |
| 2018 | Планета зверей                     | 动物世界               | Лю Цин                          |
| 2018 | Богини в пламени войны             | 那些女人               | Сяо Ю                           |
| 2018 | Кунгфу-монстр                      | 武林怪兽               | Сюн Цзяоцзяо                    |
| 2019 | На балконе                         | 阳台上                 | Лу Шаньшань                     |
| 2019 | Я и моя родина                     | 我和我的祖国           | Медсестра                       |
| 2019 | Лучшие дни                         | 少年的你               | Чен Нянь                        |
| 2019 | Молодежь Китая в заголовках газет  | 头条里的青春中国       | Репортер                        |
| 2021 | Роман фанатки                      | 迷妹罗曼史             | Гао Бэй                         |
| 2021 | Год вечной бури                    | 永恒风暴之年           | N/A                             |
| 2021 | Обнимая тебя всю зиму              | 穿过寒冬拥抱你         | Ся Сяо                          |
| 2022 | Весна никогда не наступит          | 你是我的春天           | Шан Сяою                        |
| 2023 | Ночная жизнь в Чанша               | 长沙夜生活             | Девушка из Ланьчжоу             |
| 2023 | Король неба                        | 长空之王               | Шень Тяньжань                   |
| 2023 | Я и моя юность                     | 中国青年：我和我的青春 | Чжоу Сяою                       |
| 2023 | Ломая лёд                          | 燃冬                   | Нана                            |
| 2023 | Под светом                         | 坚如磐石               | Ли Хуэйлинь                     |
| 2023 | Убийство попугая                   | 鹦鹉杀                 | Чжоу Жань                       |
| 2023 | Горячая тема                       | 热搜                   | Чень                            |
| 2024 | Незнакомцы                         | 朝云暮雨               | Чан Цзюань                      |

### Телесериалы
| Год  | Русское название                     | Китайское название | Роль            |
| ---- | ------------------------------------ | ------------------ | --------------- |
| 2016 | Воробей                              | 麻雀               | Сюй Бичэнь      |
| 2017 | Любовь всей моей жизни - господин Ли | 遇见爱情的利先生   | Лю Синьтун      |
| 2017 | Волшебный город                      | 魔都风云           | Сяо Яо          |
| 2017 | Весенний ветер не сравнится с тобой  | 春风十里，不如你   | Сяо Хун         |
| 2019 | За кадром                            | 幕后之王           | Бу Сяогу        |
| 2020 | Новый мир                            | 新世界             | Цзя Сяодо       |
| 2021 | Древняя любовная поэзия              | 千古玦尘           | Шан Гу / Хоу Чи |

## Награды и номинации
| Год  | Награда                                                 | Категория                | Номинированная работа    | Результат |
| ---- | ------------------------------------------------------- | ------------------------ | ------------------------ | --------- |
| 2011 | 23-й Харбинский кинофестиваль льда и снега              | Самый ценный новичок     | Под ветвями боярышника   | Победа    |
| 2011 | 5-я Азиатская кинопремия                                | Лучший новичок           | Под ветвями боярышника   | Номинация |
| 2011 | 20-я премия кинокритиков Шанхая                         | Лучший новичок           | Под ветвями боярышника   | Победа    |
| 2011 | 14-я премия Хуабяо                                      | Выдающаяся новая актриса | Под ветвями боярышника   | Победа    |
| 2011 | 56-й Международный кинофестиваль в Вальядолиде          | Лучшая актриса           | Под ветвями боярышника   | Победа    |
| 2015 | 6-я премия Гильдии кинорежиссеров Китая                 | Лучшая актриса           | Моя старая одноклассница | Номинация |
| 2016 | 8-й Международный кинофестиваль в Макао                 | Лучшая актриса           | Никогда не говори прощай | Победа    |
| 2017 | 23-я премия Общества кинокритиков Гонконга              | Лучшая актриса           | Родственная душа         | Победа    |
| 2017 | 1-й Международный кинофестиваль в Малайзии              | Лучшая актриса           | Родственная душа         | Номинация |
| 2017 | 24-й Фестиваль студенческих фильмов Пекинского колледжа | Лучшая актриса           | Родственная душа         | Номинация |
| 2017 | 8-я премия Гильдии кинорежиссеров Китая                 | Лучшая актриса           | Родственная душа         | Номинация |
| 2017 | 2-й Кинофестиваль БРИКС                                 | Лучшая актриса           | Родственная душа         | Победа    |
| 2017 | 36-я Гонконгская кинопремия                             | Лучшая актриса           | Родственная душа         | Номинация |
| 2017 | 31-я премия Золотой петух                               | Лучшая актриса           | Родственная душа         | Номинация |
| 2018 | 12-я Азиатская кинопремия                               | Лучшая актриса           | Этого я не ожидал        | Номинация |
| 2018 | 9-я премия Гильдии кинорежиссеров Китая                 | Лучшая актриса           | Этого я не ожидал        | Победа    |
| 2019 | 10-я премия Гильдии кинорежиссеров Китая                | Лучшая актриса           | Какими мы будем          | Номинация |
| 2019 | 32-я премия Золотой петух                               | Лучшая актриса           | Какими мы будем          | Номинация |
| 2020 | 26-я премия Общества кинокритиков Гонконга              | Лучшая актриса           | Лучшие дни               | Номинация |
| 2020 | 39-я Гонконгская кинопремия                             | Лучшая актриса           | Лучшие дни               | Победа    |
| 2020 | 11-я премия Гильдии кинорежиссеров Китая                | Актриса года             | Лучшие дни               | Победа    |
| 2020 | 14-я Азиатская кинопремия                               | Лучшая актриса\|         | Лучшие дни               | Победа    |
| 2020 | 33-я премия Золотой петух                               | Лучшая актриса\|         | Лучшие дни               | Победа    |